# Heinrich Schmidinger (Historiker)
Heinrich Schmidinger (* 11. Juli 1916 in Loibersdorf; † 2. Juni 1992 in Salzburg) war ein österreichischer Historiker.
Schmidinger besuchte in Linz zunächst das Gymnasium bei den Kapuzinern, dann das Petrinum und das Akademische Gymnasium. 1935 trat er in das Stift Kremsmünster ein und wurde zum Studium der Philosophie und Theologie nach Salzburg und für das der Geschichte nach Wien geschickt. 1946 verließ er den Orden und strebte eine wissenschaftliche Laufbahn an, die 1950 als Assistent am Institut für Österreichische Geschichtsforschung begann mit einem Schwerpunkt auf Kirchengeschichte und besonders Papstgeschichte, vor allem auf der Grundlage der Erforschung von Papsturkunden. Von 1957 bis 1968 lehrte er als Universitätsprofessor an der Universität Freiburg in der Schweiz und von 1968 bis 1986 an der Universität Salzburg. In Freiburg war er 1965 einer der Gründer des Mediävistischen Instituts. Von 1968 bis 1981 war er Direktor des österreichischen Kulturinstituts in Rom.
Seit 1960 war er Ehrenmitglied der katholischen Studentenverbindung KDStV Teutonia Freiburg im Uechtland.

## Schriften (Auswahl)
- Patriarch und Landesherr. Die weltliche Herrschaft der Patriarchen von Aquileja bis zum Ende der Staufer. Graz 1954, OCLC 906060344.
- Roma docta? Rom als geistiges Zentrum im Mittelalter. Antrittsvorlesung gehalten am 15. Juni 1971 an der Universität Salzburg. Salzburg 1973, OCLC 74128853.
- als Hrsg. mit Reinhard Elze und Henk Schulte Nordholt: Rom in der Neuzeit. Politische, kirchliche und kulturelle Aspekte. Wien/Rom 1976, ISBN 3-7001-0151-1.
- Romana regia potestas. Staats- und Reichsdenken bei Engelbert von Admont und Enea Silvio Piccolomini. Basel 1978, ISBN 3-7190-0707-3.